# Giuseppe Tartini

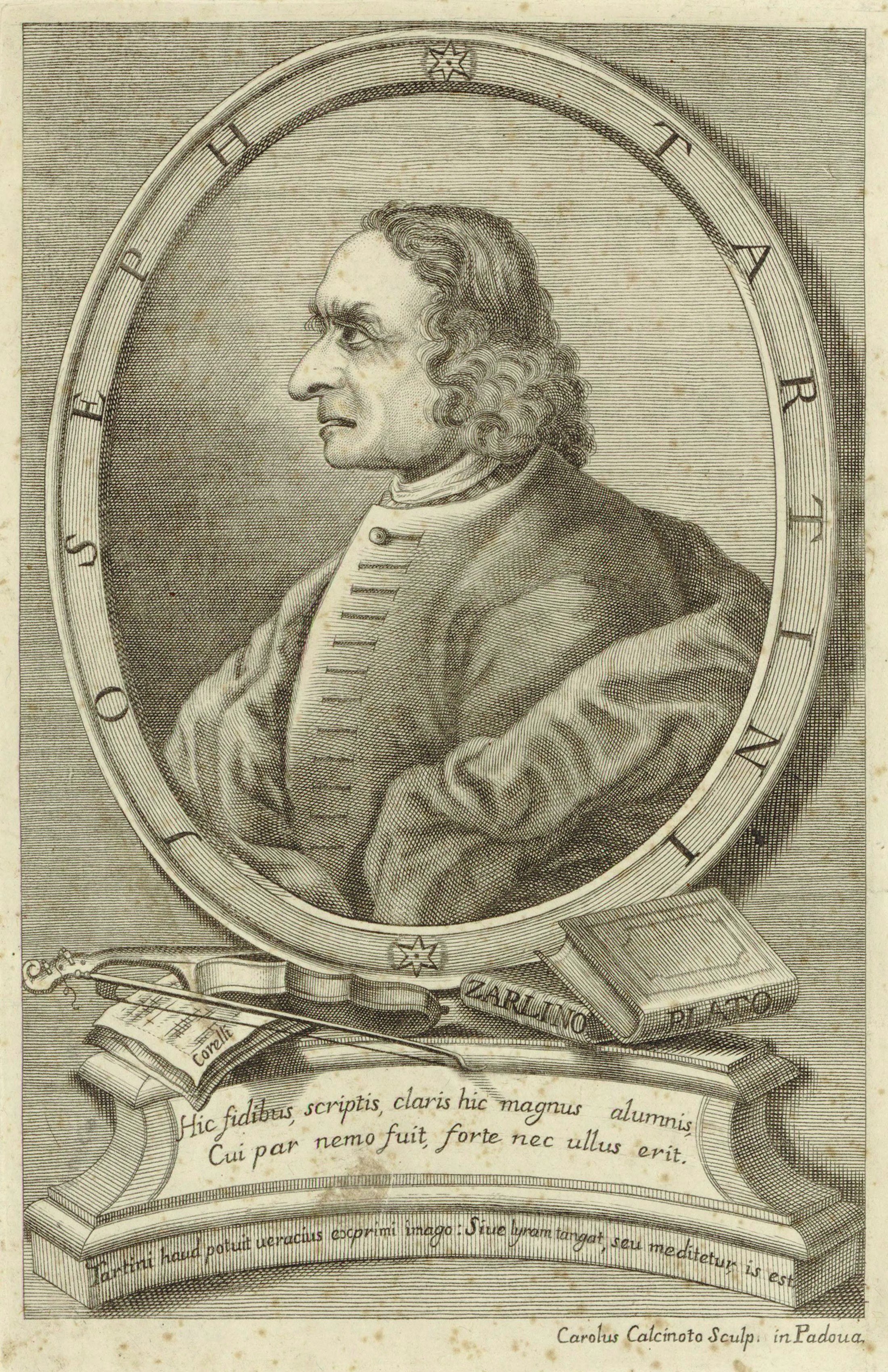
Giuseppe Tartini

Giuseppe Tartini (n. 8 aprilie 1692, Piran, Comuna Piran, Slovenia – d. 26 februarie 1770, Padova, Republica Veneția) a fost un compozitor și violonist italian baroc din Republica Venețiană.

## Biografie
Giuseppe Tartini s-a născut în Piran (acum o parte a Sloveniei), un oraș al peninsulei Istria.
Se pare că părinții lui Tartini au intenționat să devină un franciscan, în acest fel, a primit o pregătire muzicală de bază. A studiat dreptul la Universitatea din Padova, unde a devenit calificat la scrimă. După moartea tatălui său în 1710, s-a căsătorit cu Elisabetta Premazore, o femeie de care tatăl său nu ar fi fost de acord din cauza clasei sociale inferioare și a diferenței de vârstă. Din păcate, Elisabetta a fost un favorit al puternicului Cardinalul Giorgio Cornaro, care l-a acuzat prompt pe Tartini de răpire. Tartini a fugit din Padua pentru a merge la mănăstirea Sf. Francisc din Assisi, unde putea scăpa de sub urmărire penală. În timp ce era acolo, Tartini a preluat redarea viorii.
Legenda spune că atunci când Tartini l-a auzit pe Francesco Maria Veracini jucând în 1716, a fost impresionat și nemulțumit de propria sa abilitate. A fugit la Ancona și s-a închis într-o cameră pentru a practica, potrivit lui Charles Burney, "pentru a studia utilizarea arcului în mai multă liniște și cu mai mult confort decât la Veneția, deoarece avea un loc atribuit în orchestra de operă a acelui oraș". 
Abilitatea lui Tartini s-a îmbunătățit enorm și, în 1721, a fost numit Maestro di Cappella la Bazilica Sant'Antonio din Padova, cu un contract care i-a permis să joace pentru alte instituții, dacă dorește. În Padova s-a întâlnit și s-a împrietenit cu compozitorul și teoreticianul Francesco Antonio Vallotti.
Tartini a fost primul proprietar cunoscut al unei viori realizate de Antonio Stradivari în 1715, pe care Tartini le-a acordat studentului său Salvini, care la rândul său a dat-o compozitorului polonez și virtuozului violonist Karol Lipiński. Instrumentul este astfel cunoscut sub numele de Lipinski Stradivarius. De asemenea, Tartini a deținut și a interpretat fosta vioară Antonio Stradivarius Vogelweith din 1711.
În 1726, Tartini a început o școală de vioară care a atras studenți din toată Europa. Treptat, Tartini a devenit mai interesat de teoria armoniei și acusticii, iar din 1750 până la sfârșitul vieții sale a publicat diferite tratate. A murit în Padova.

## Compoziții muzicale
Astăzi, cea mai faimoasă lucrare a lui Tartini este considerată sonata „Trilul Diavolului”, o sonată solo de vioară care necesită o serie de trisonuri⁠(d) tehnice solicitante cu coarde duble și este dificilă chiar și la standardele moderne. Potrivit unei legende brodate de Madame Blavatsky, Tartini a fost inspirat să scrie sonata de un vis în care diavolul a apărut la poalele patului său cântând la vioară.